# Fantawild Dreamland (Zhuzhou)
Koordinaten: 27° 59′ 14″ N, 113° 11′ 12″ O
Fantawild Dreamland (chinesisch 方特梦幻王国) ist ein chinesischer Freizeitpark in Zhuzhou, Hunan, der am 18. August 2016 eröffnet wurde. Er wird von den Fantawild Holdings betrieben, die auch andere Freizeitparks in China betreiben.

## Liste der Achterbahnen
| Name                          | Typ             | Hersteller         | Eröffnungsjahr |
| ----------------------------- | --------------- | ------------------ | -------------- |
| Jungle Trailblazer / 丛林飞龙 | Holzachterbahn  | Martin & Vleminckx | 2016           |
| Stress Express / 极地快车     | Shuttle Coaster | Vekoma             | 2016           |